# 여의방비
《여의방비》(중국어 간체자: 如意芳霏, 정체자: 如意芳霏, 병음: rú yì fāng fēi 루이팡페이)는 중국의 드라마이다.